# Acritus multipunctus
Acritus multipunctus är en skalbaggsart som beskrevs av Heinrich Bickhardt 1911. Acritus multipunctus ingår i släktet Acritus och familjen stumpbaggar. Inga underarter finns listade i Catalogue of Life.